# Brno-Tuřany
Brno-Tuřany – jedna z 29 części miasta Brna. Na tym terenie znajduje się Port lotniczy Brno-Tuřany.